# Renate Neumann (Schriftstellerin)
Renate Neumann (* 2. Februar 1954; † 23. April 1994) war eine deutsche Schriftstellerin und Journalistin.

## Leben und Werk
Renate Neumann wurde am 2. Februar 1954 in Mönchengladbach geboren.  Sie studierte Germanistik, Philosophie und Soziologie in Marburg, Berlin und Düsseldorf.  Im Jahr 1985 legte sie an der Universität Düsseldorf (heute: Heinrich-Heine-Universität Düsseldorf) ihre Promotion zu dem Thema  Das Wilde Schreiben. Untersuchungen zu Graffiti, Sprüchen und Zeichen am Rand der Straßen ab. Nach ihrem Promotionsabschluss erhielt sie Lehraufträge am Germanistischen Seminar der Universität Düsseldorf. Daneben arbeitete Renate Neumann journalistisch, u. a. für die feministische Frauenzeitschrift kom!ma.
Am 23. April 1994 wurde Renate Neumann  in ihrer Wohnung in Düsseldorf unter nicht ganz aufgeklärten Umständen ermordet.
Im Jahr 2001 drehten die Regisseure Erwin Michelberger und Oleg Tcherny den Dokumentarfilm „Schlitten schenken“, in dem Wegbegleiter von Renate Neumann zu Wort kommen. Der Film wurde mit dem ARTE-Dokumentarfilmpreis für den besten deutschen Dokumentarfilm ausgezeichnet.

## Bibliografie
- Das Wilde Schreiben. Untersuchungen zu Graffiti, Sprüchen und Zeichen am Rand der Straßen (Dissertation), Verlag Die Blaue Eule, Essen 1985, ISBN 3-89206-118-1.
- Du weckst die Nacht. Prosaminiaturen. Ahasvera Verlag,  Neuss 1994, ISBN 3-927720-03-8.
- Allein bin ich einzeln. Prosa-Miniaturen. Otto-Brües-Freundeskreis, Gesellschaft für Literatur, Krefeld 2000, ISBN 3-9803823-5-4.